# Monomitopus
Monomitopus es un género de peces de la familia Ophidiidae, del orden Ophidiiformes. Este género marino fue descrito científicamente en 1890 por Alfred William Alcock.

## Especies
Especies reconocidas del género:
- Monomitopus agassizii (Goode & T. H. Bean, 1896)
- Monomitopus americanus (J. G. Nielsen, 1971)
- Monomitopus conjugator (Alcock, 1896)
- Monomitopus garmani (H. M. Smith & Radcliffe, 1913)
- Monomitopus kumae D. S. Jordan & C. L. Hubbs, 1925
- Monomitopus longiceps H. M. Smith & Radcliffe, 1913
- Monomitopus magnus H. J. Carter & Cohen, 1985
- Monomitopus malispinosus (Garman, 1899)
- Monomitopus metriostoma (Vaillant, 1888)
- Monomitopus microlepis H. M. Smith & Radcliffe, 1913
- Monomitopus nigripinnis (Alcock, 1889)
- Monomitopus pallidus H. M. Smith & Radcliffe, 1913
- Monomitopus torvus Garman, 1899
- Monomitopus vitiazi (J. G. Nielsen, 1971)